# Around the world/KANDATA
「Around the world/KANDATA」（アラウンド・ザ・ワールド／カンダタ）は、FLOWのメジャー10枚目、通算14枚目のシングル。2006年9月13日にリリース。

## 概要
- 前作「Re:member」から約3ヶ月ぶりのリリースで、2006年第2弾シングル。また「Rookie/STAY GOLD」以来の両A面シングル。
- 初回版はダブル・インナーフィルム仕様。
- キャッチコピーは、『2006年第2弾シングルは、待望かつ久々の歌モノ両A面！』

## 収録内容
| #         | タイトル                             | 作詞             | 作曲                          | 編曲                  | 時間  |
| --------- | ------------------------------------ | ---------------- | ----------------------------- | --------------------- | ----- |
| 1.        | 「Around the world」                 | KOHSHI ASAKAWA   | KOHTARO GOTO, TAKESHI ASAKAWA | FLOW & KOICHI TSUTAYA | 4:25  |
| 2.        | 「KANDATA」                          | JUNJI ISHIWATARI | TAKESHI ASAKAWA               | FLOW & CHOKKAKU       | 3:38  |
| 3.        | 「Shakys」                           | KOHSHI ASAKAWA   | TAKESHI ASAKAWA               | FLOW & SEIJI KAMEDA   | 4:04  |
| 4.        | 「Around the world -Vocalless Mix-」 |                  |                               |                       | 4:25  |
| 5.        | 「KANDATA -Vocalless Mix-」          |                  |                               |                       | 3:36  |
| 合計時間: | 合計時間:                            | 合計時間:        | 合計時間:                     | 合計時間:             | 19:24 |

## 楽曲解説
1. Around the world
「スズキ・スイフト」CMソング
作曲はGOT´SとTAKEの共作。シングルとしては初めてGOT´Sが作曲に関わっている曲。
2010年に発売されたシングル「CALLING」には、「Around the world -新生活応援 Mix-」としてリミックスバージョンが収録された。
2. KANDATA
メンバー以外が作詞を手掛けた唯一の楽曲。

## 収録アルバム
- アイル（#1）
  - アルバムバージョンでの収録。
- FLOW THE BEST（#1）
- カップリングコレクション（#2,#3）